# De Knorhof
De Knorhof was een van de grootste varkenshouderijen van Nederland, gevestigd in Erichem, gemeente Buren. Tijdens een verwoestende stalbrand kwamen daar op 27 juli 2017 ten minste twintigduizend varkens om. Niet eerder stierven in Nederland zoveel varkens bij één brand.

## Geschiedenis
De vroegere eigenaar Adriaan Straathof houdt varkens op bedrijven in Nederland, Hongarije en Roemenië. Zijn concern Sebava (Veghel) fokt anderhalf miljoen biggen per jaar voor de slacht.
In 1996 kocht Straathof in Erichem een pluimveebedrijf van twee verdiepingen en schakelde over op varkens. In de "varkensflat" stalde hij meer dan twintigduizend dieren: beneden vleesvarkens en boven de zeugen met biggen. Jarenlang lag hij onder vuur wegens stankoverlast en overtredingen van de dierenbeschermingswet. De gemeente Buren voerde tientallen procedures die hij steeds lang wist te rekken. Hij weigerde medewerking te verlenen aan een verzoek van de gemeente te investeren in geurmaatregelen. Formeel was hij daartoe niet verplicht, omdat de wet uitging van bedrijven met maximaal vijfduizend varkens en de statistieken met geuremissies daarom niet golden voor de Knorhof.
Na een uitspraak van de Raad van State werd provincie Gelderland het bevoegd gezag en in 2004 kwam gedeputeerde Aalderink in actie tegen de misstanden op het bedrijf. Een aanvraag voor een nieuwe milieuvergunning voor het houden van dertienduizend varkens werd afgewezen; volgens de provincie was er hoogstens plaats voor 4500 dieren. In 2010 werd een vergunning afgegeven voor ruim negentienduizend varkens, op voorwaarde dat er luchtwassers zouden worden geïnstalleerd. Daarna nam het aantal klachten sterk af.
In 2014 kreeg Straathof in Duitsland een beroepsverbod wegens de slechte omstandigheden in zijn stallen. In Nederland legde de NVWA hem tussen 2012 en 2014 in totaal tweehonderdduizend euro aan boetes op. In 2019 werd hij in Duitsland  wegens dierenmishandeling veroordeeld tot acht maanden voorwaardelijke gevangenisstraf. Naar aanleiding van deze uitspraak eiste Animal Rights dat de Nederlandse overheden de Wet Bibob inzetten om Sebava de verleende vergunningen in Nederland te ontnemen.
In 2019 heeft Straathof Sebava verkocht aan zijn partner Maarten Verdoorn.

## De brand

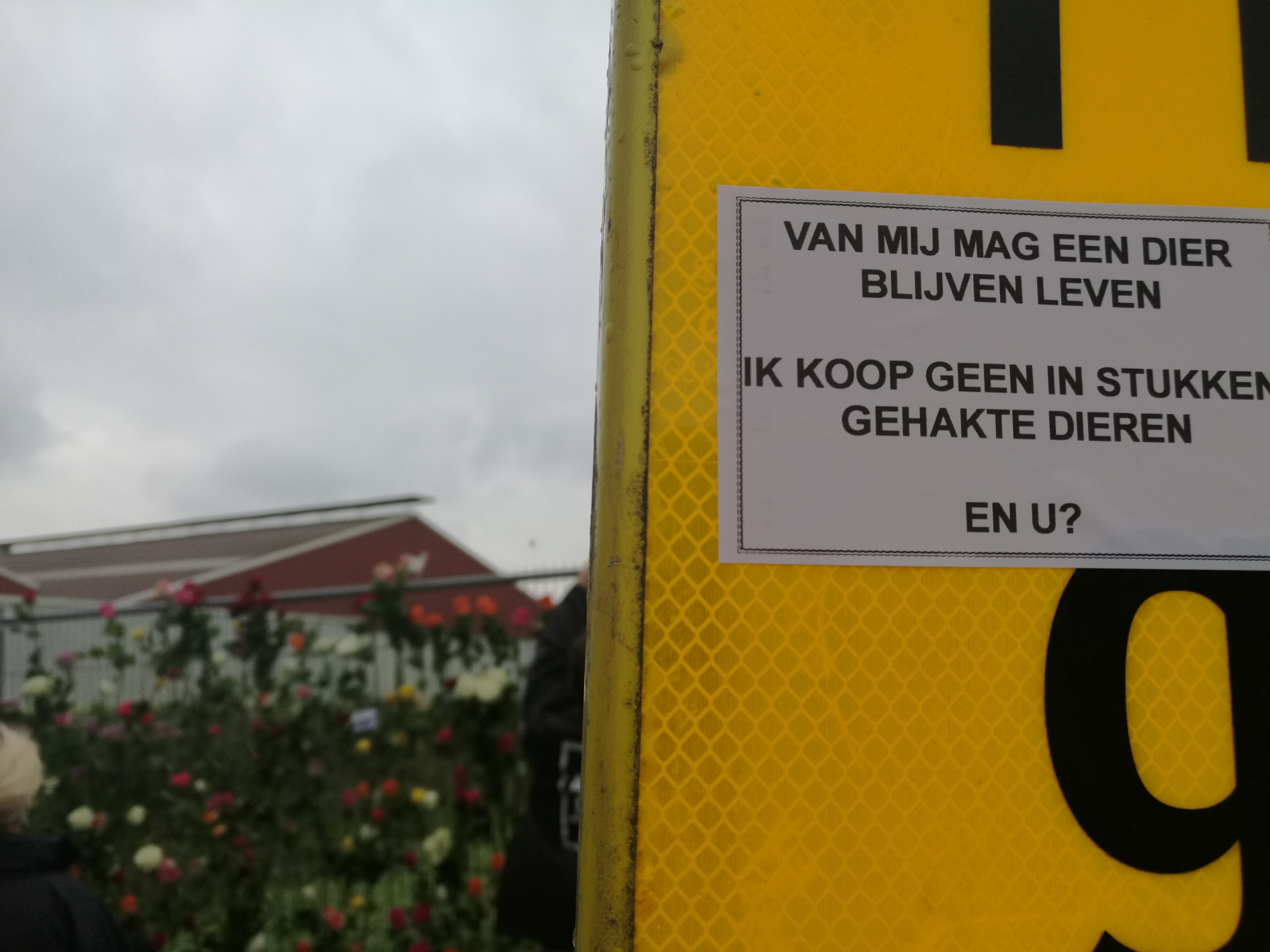
Bloemen en protest tegen dierenleed bij De Knorhof

Op 27 juli 2017 brak in de stal brand uit. De brand werd ontdekt door een voerleverancier. Door de gebruikte brandbare materialen, zoals purschuim, verspreidde de brand zich razendsnel en kwamen alle varkens om het leven. De eigenaar van de stal was in Hongarije toen de brand uitbrak en keerde meteen terug naar Nederland.
Bij de brand kwamen roetdeeltjes, verbrandingsresten en asbest vrij. De eigenaar was verantwoordelijk voor het opruimen van het puin, asbest en de kadavers, maar weigerde de opdracht aan het saneringsbedrijf te tekenen dat door de Omgevingsdienst Rivierenland was ingezet. Nadat hij met de verzekeraar tot overeenstemming was gekomen, kon een door hem gekozen saneerder aan het werk gaan. Het afvoeren van de kadavers duurde ruim twee weken. Omwonenden stuurden een petitie naar de gemeente Buren en de provincie Gelderland om de ruiming te versnellen, geen vergunningen meer af te geven voor megastallen, en verscherpt toezicht te houden op het houden van dieren in stallen.

## Herbouwplannen
Kort voor de brand in Buren kreeg Straathof nog vergunning om in Mariënheem (Raalte) zijn stal uit te breiden tot 11.400 varkens. In 2019 stonden de lege stallen in Mariënheem te koop.
De vergunning van Sebava om in Buren varkens te houden bleef in principe geldig, maar herbouw zou moeten voldoen aan de strengere nieuwe veiligheidsvoorschriften. Sinds de brand onderzoeken verzekeraars en gemeenten of veestallen brandveiliger gebouwd kunnen worden, met compartimenten waardoor het vuur niet gemakkelijk kan overslaan. De oorzaak van stalbranden ligt vaak in ondeugdelijke elektra. De Partij voor de Dieren drong (opnieuw) aan op maatregelen om het risico op dit soort rampen te beperken.
Bijna zestigduizend mensen tekenden een petitie van Varkens in Nood aan de Tweede Kamer om ook in Nederland een beroepsverbod voor Straathof in te stellen. Naar aanleiding van de petitie besloot de Tweede Kamer dat er een Europese zwarte lijst moet komen voor boeren die een beroepsverbod hebben gekregen in een van de Europese lidstaten.
In juni 2018 informeerde het college van B&W de gemeenteraad over de herbouwplannen voor De Knorhof. Deze voorzagen in een groter pand, waar vijfduizend fokzeugen in zouden moeten komen.
In 2020 werd bekend dat Sebava een nieuw varkensbedrijf wilde bouwen met vooral jonge biggen. In totaal zouden er 25.668 varkens worden gehouden. De provincie moest beslissen over het verlenen van een bouwvergunning onder meer aan de hand van de verwachte geuroverlast. De commissie voor de milieueffectrapportage vond dat er informatie ontbrak om de geureffecten en geurbeperkende maatregelen van de nieuwe megastal te beoordelen. Zij adviseerde het milieueffectrapport aan te passen en daarna pas een besluit te nemen over de vergunning. In januari 2022 leverde Sebava een aangepaste aanvraag aan. De provincie stelde deze aanvraag buiten behandeling omdat het dossier niet compleet was, zodat de gemeente Buren een jaar de tijd had om de mogelijkheden voor de bestemming van het terrein te onderzoeken. Verdoorn maakte bezwaar bij de provincie maar kreeg geen gelijk, en stapte naar de rechter. In maart 2023 stelde de provincie een ontwerpbesluit op voor het intrekken van de omgevingsvergunning. Belanghebbenden hadden zes weken de tijd om op het besluit te reageren, daarna zou Gedeputeerde Staten een definitief besluit nemen.
In januari 2023 stelde de gemeente een wijziging van het bestemmingsplan voor, waardoor het terrein van de Knorhof in het vervolg alleen gebruikt mag worden als akkerland of weiland. De gemeenteraad stemde in april voor de wijziging. Sebava heeft hiertegen bezwaar gemaakt en heeft aangekondigd een planschadeclaim in te dienen.
Op 13 maart 2023 heeft de Partij voor de Dieren kamervragen aan de minister gesteld over uitbreidingen van varkensstallen midden in de stikstofcrisis, en de mogelijkheden om de provincie Gelderland en de gemeente Buren bij te staan in hun pogingen herbouw van De Knorhof onmogelijk te maken.